# Лазурненское сельское поселение (Челябинская область)
Лазу́рненское се́льское поселе́ние — муниципальное образование в Красноармейском районе Челябинской области Российской Федерации. В рамках административно-территориального устройства муниципальное образование  соответствует административно-территориальной единице Лазурненский сельсовет.
Административный центр — посёлок Лазурный.

## История
Статус и границы сельского поселения установлены Законом Челябинской области от 9 июля 2004 года № 243-ЗО «О статусе и границах Красноармейского муниципального района и сельских поселений в его составе»

## Население
| 2002  | 2010  | 2011  | 2012  | 2013  | 2014  | 2015  |
| ----- | ----- | ----- | ----- | ----- | ----- | ----- |
| 3214  | ↘2948 | ↗2957 | ↗3001 | ↗3030 | ↗3066 | ↘2986 |
| 2016  | 2017  | 2018  | 2019  | 2020  | 2021  | 2023  |
| ↗2994 | ↗3026 | ↘2996 | ↘2993 | ↗3030 | ↗4853 | ↗5055 |

## Состав сельского поселения
| № | Населённый пункт | Тип населённого пункта          | Население |
| - | ---------------- | ------------------------------- | --------- |
| 1 | Лазурный         | посёлок, административный центр | ↘1759     |
| 2 | Новый            | посёлок                         | ↘135      |
| 3 | Пашнино 1-е      | деревня                         | ↘313      |
| 4 | Пашнино 2-е      | деревня                         | ↘88       |
| 5 | Привольный       | посёлок                         | ↘38       |
| 6 | Слава            | посёлок                         | ↘352      |
| 7 | Черёмушки        | посёлок                         | ↘241      |
| 8 | Чистый           | посёлок                         | ↘22       |